# Гіжицький повіт
Гіжи́цький пові́т (пол. powiat giżycki) — один з 19 земських повітів Вармінсько-Мазурського воєводства Польщі.
Утворений 1 січня 1999 року в результаті адміністративної реформи.

## Загальні дані
Повіт знаходиться у східній частині воєводства.
Адміністративний центр — місто Гіжицько.
Станом на 1.01.2008 населення становить 56 671 осіб, площа 1119,51 км².
На терени повіту були депортовані 11462 українці з українських етнічних територій у 1947 році (т. з. акція «Вісла»).

## Демографія
Демографічні дані повіту станом на 30.06.2005:
|       | Всього | Всього | Жінки  | Жінки | Чоловіки | Чоловіки |
| ----- | ------ | ------ | ------ | ----- | -------- | -------- |
|       | осіб   | %      | осіб   | %     | осіб     | %        |
| Повіт | 56 945 | 100    | 29 075 | 51,1  | 27 870   | 48,9     |
| Міста | 32 811 | 100    | 17 106 | 52,1  | 15 705   | 47,9     |
| Села  | 24 134 | 100    | 11 969 | 49,6  | 12 165   | 50,4     |